# Франсіско Регалон
Франсіско Регалон (ісп. Francisco Regalón, нар. 19 лютого 1987) — іспанський футболіст, що грав на позиції центрального захисника, зокрема за юнацьку збірну Іспанії.

## Клубна кар'єра
Народився 19 лютого 1987 року. Вихованець футбольної школи клубу «Атлетіко». 2005 року дебютував в іграх за третю команду клубу, згодом протягом шести сезонів грав за «Атлетіко Мадрид Б», проходив збори з головною командою «Атлетіко», проте до неї так і не пробився.
Натомість 2012 року уклав контракт з друголіговою «Нумансією», за яку відіграв чотири з половиною сезону, після чого виступав за команди третього дивізіону «Культураль Леонеса», «Расінг» (Сантандер) та «Кастельйон».

## Виступи за збірні
2002 року дебютував у складі юнацької збірної Іспанії (U-16), загалом на юнацькому рівні взяв участь у 9 іграх.